# Villa gallo-romaine de Loupian
La villa gallo-romaine des Prés Bas est un site archéologique se trouvant dans la commune de Loupian dans le département de l'Hérault, entre Montpellier et Béziers, au cœur de la Gallia Narbonensis. Les fouilles du site occupent trois hectares au sud du village. Elles ont révélé les restes d'une villa gallo-romaine, très riche en mosaïques. Le site a été occupé pendant plus de 600 ans.

## Histoire
Originellement, une modeste ferme a été bâtie à quelques kilomètres au sud de la Via Domitia, sur le versant regardant l'Étang de Thau et la colline de l'actuelle commune de Sète. La ferme a rapidement prospéré et s'est étendue. Pendant le Haut-Empire, aux Ier et IIe siècles, la villa est devenue une grande résidence patricienne avec des thermes. La principale activité agricole était la viticulture, pour laquelle a été construit un chai capable de contenir 1 500 hectolitres de vin stocké dans de grosses jarres (dolia), retrouvées sur place. À cette période a été aussi construit un petit port au nord du bassin de Thau, destiné à l'exportation du vin. On a également retrouvé un atelier de potiers pour la fabrication d'amphores destinées au transport de ce vin. Ces amphores sont estampillées « M A F ».
Au Ve siècle, la villa a été complètement rebâtie et se transforme en une résidence somptueuse dont le sol est couvert de mosaïques.
À quelques centaines de mètres de la villa, on trouve une église paléochrétienne, avec une cuve baptismale. Cette église était située à proximité immédiate de l'actuelle église Sainte-Cécile.

## Les mosaïques
Les thermes de la première maison étaient décorées de mosaïques datables du IIe siècle. Les mosaïques de la villa postérieure sont uniques en leur genre, car il n'existe pas d'autres villas dans lesquelles on retrouve les influences de deux pays aussi éloignés géographiquement que l'Aquitaine et la Syrie.  Cette originalité est certainement due au goût éclectique du propriétaire, ou alors plus simplement à son souhait de terminer rapidement le travail de pavement. En théorie, une équipe de quatre mosaïstes met un an pour couvrir une surface de 500 m2. À Loupian, deux équipes travaillant simultanément ont pu recouvrir les 450 m2 en six ou huit mois environ.
Ces mosaïques sont classées Monument historique depuis 1970.

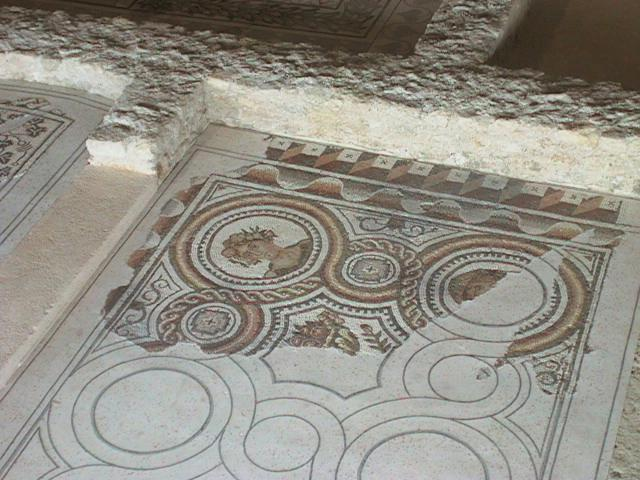
Mosaïque des saisons (printemps).

Liste des mosaïques :
- mosaïque aux octogones (salle A),
- mosaïque de l'Automne et de l'Hiver (salle A').
- mosaïque aux feuilles d'hédérae (salle B),
- mosaïque aux deux tapis (salle C),
- mosaïque aux oiseaux (salle D),
- mosaïque aux arcades (salle E),
- mosaïque aux gaines d'acanthe (salle E'),
- mosaïque aux svastikas (salle I),
- mosaïque à la croix de U (salle J),
- mosaïque aux étoiles (salle L),
- mosaïque aux chardons (salle M),
- mosaïque du printemps (salle N),
- mosaïque aux pampres de vigne (salle O),

## Visites
Une construction de 1 000 m2 protège les restes de la villa et les  mosaïques. Des visites guidées du site et du musée sont organisées tous les jeudis à 15h. En été, elles sont en anglais sur le jeudi matin à 11h. 

## Illustrations

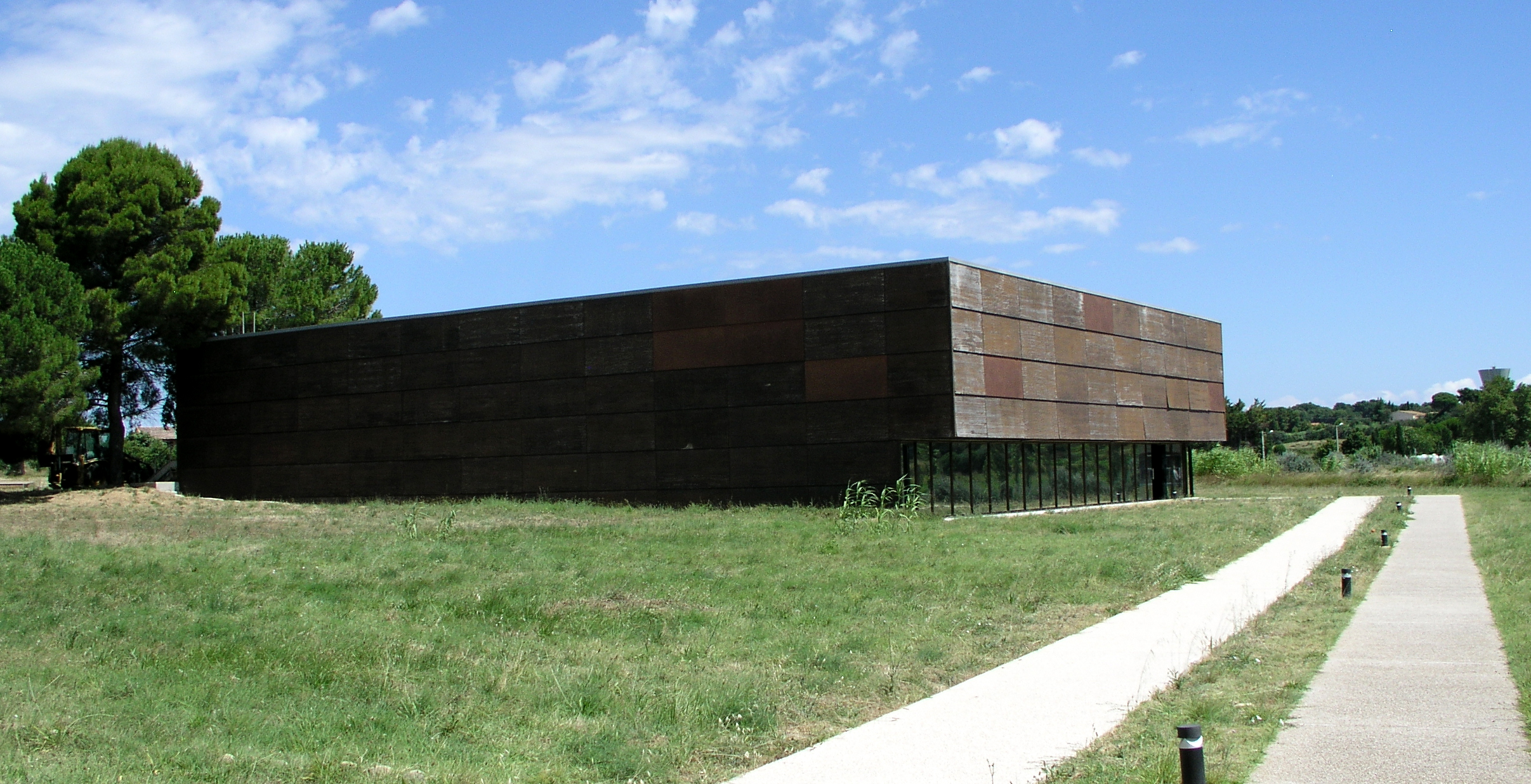
Musée de site du bâtiment abritant la villa gallo-romaine des Prés Bas.
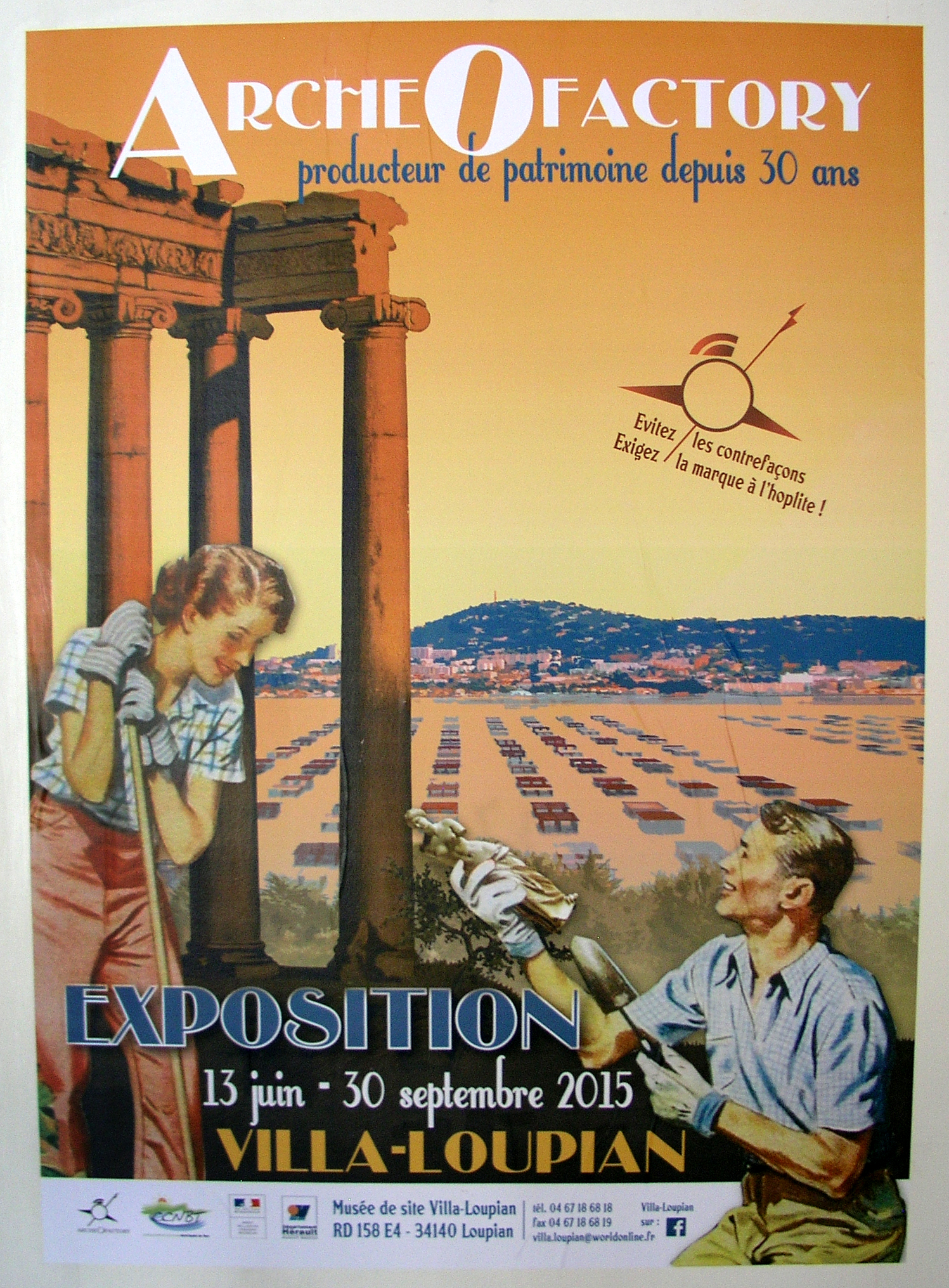
Affiche d'une exposition de 2015 à la villa gallo-romaine de Loupian.
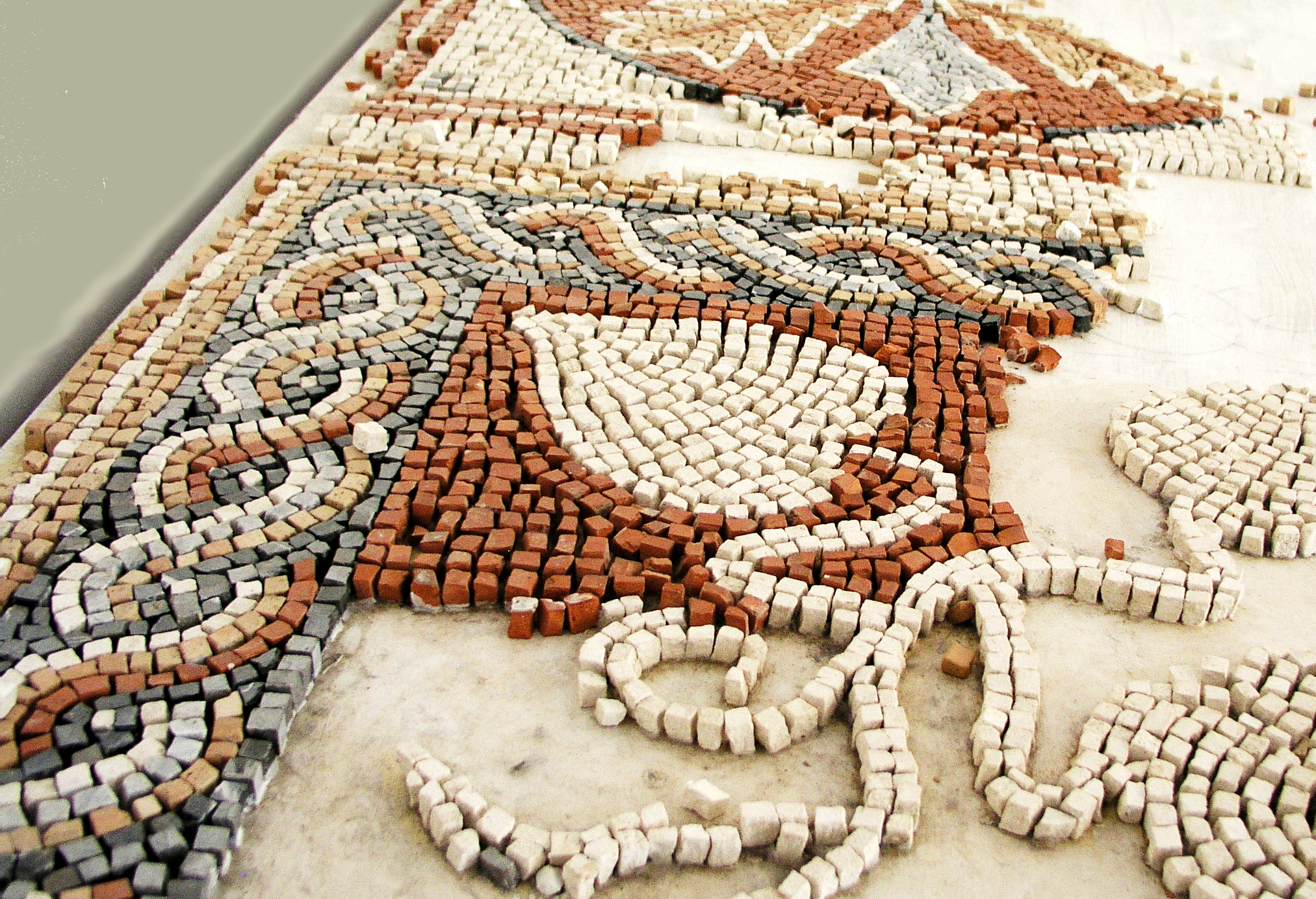
Pratique de la mosaïque au musée de site de la villa gallo-romaine de Loupian.
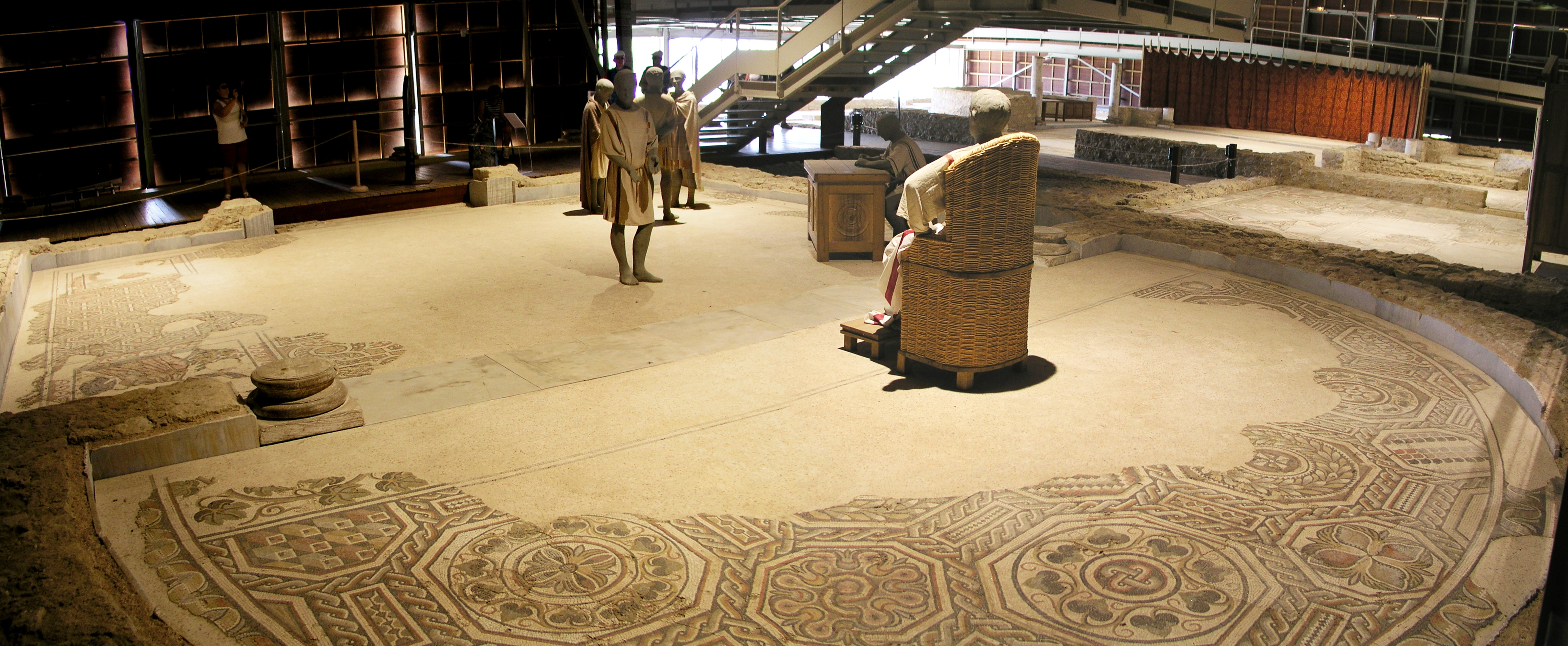
Vue de la salle de réception de la villa.
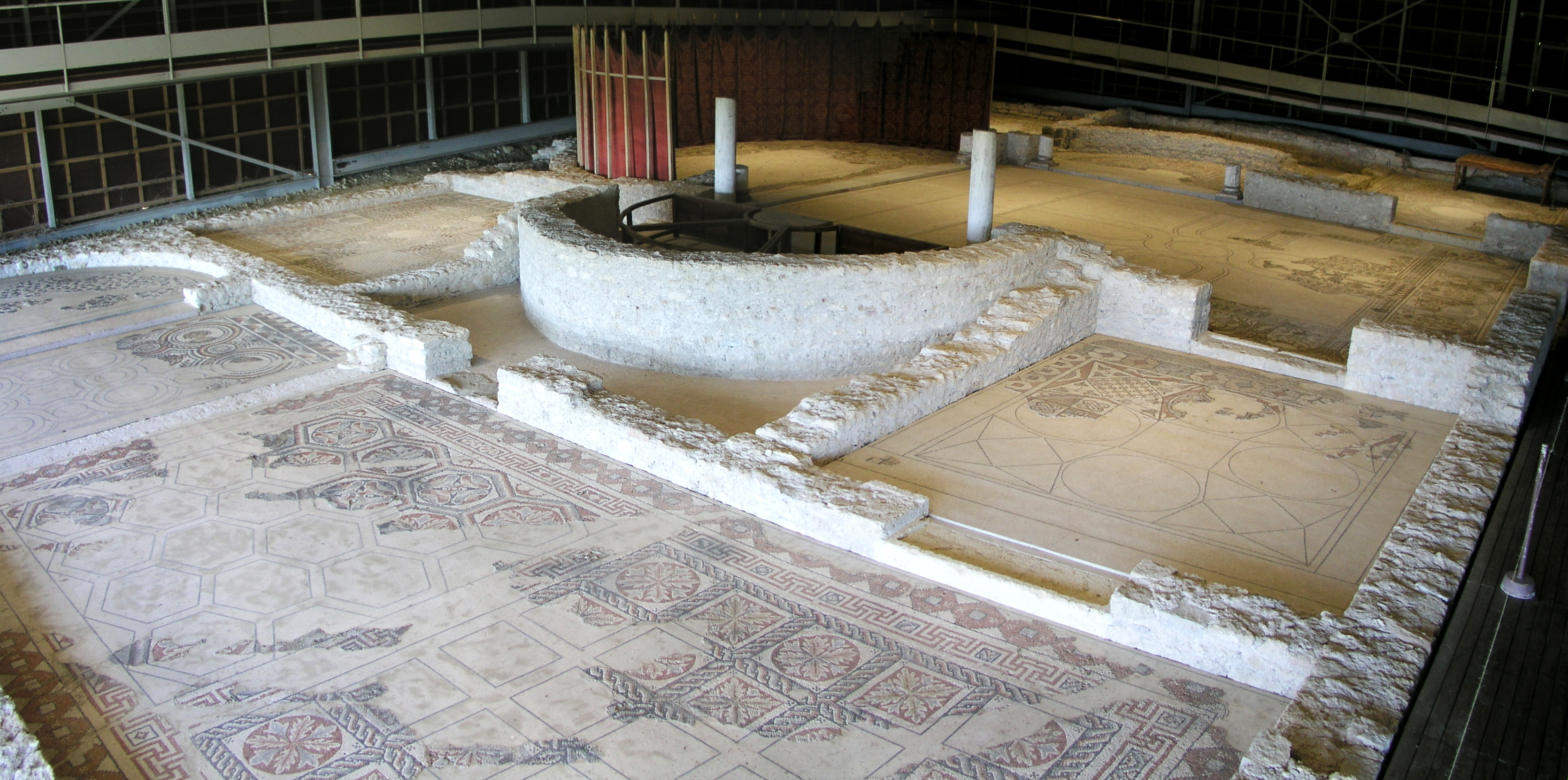
Mosaïque aux chardons de la villa gallo-romaine.
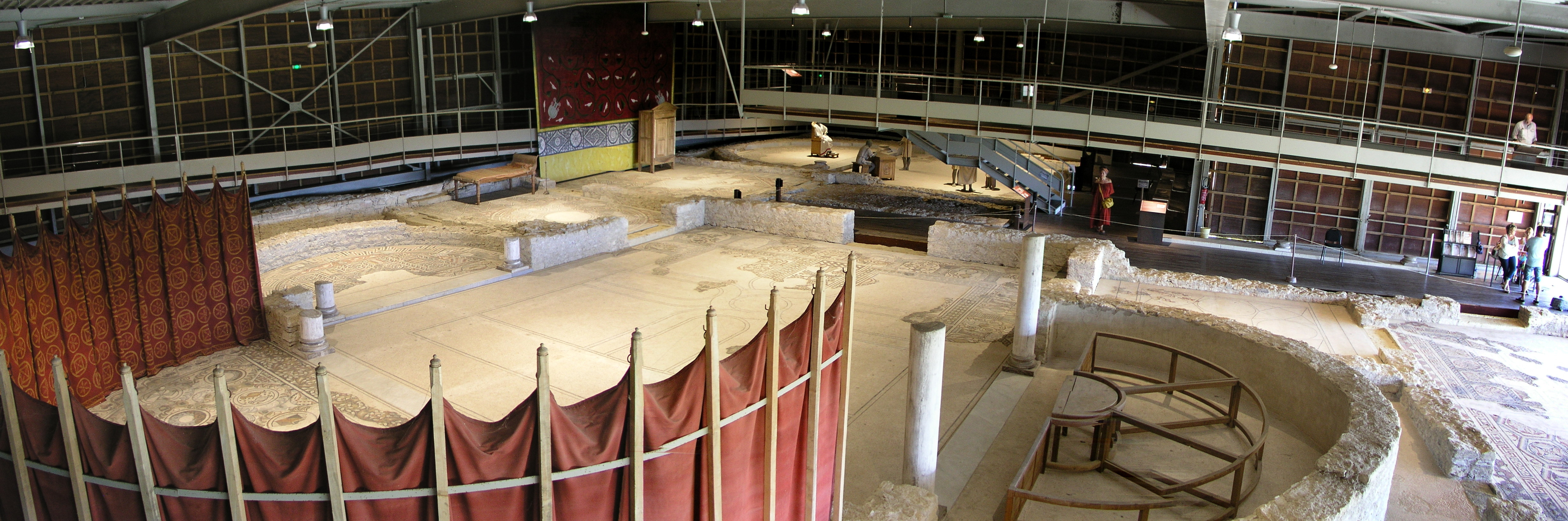
Vue d'ensemble du musée de site de la villa gallo-romaine des Prés Bas à Loupian.
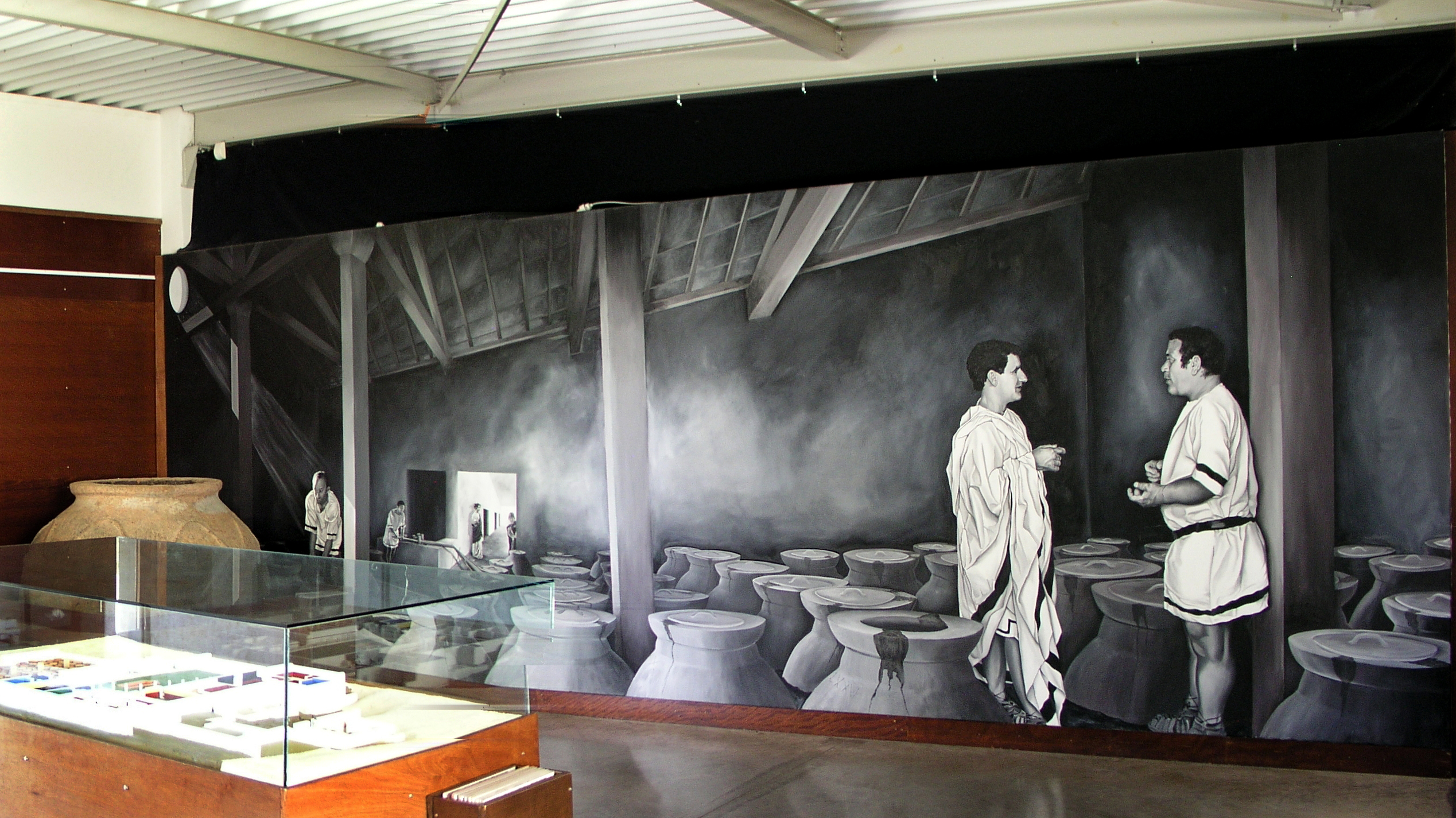
Illustration du cellier dans la salle 2 du musée de site.

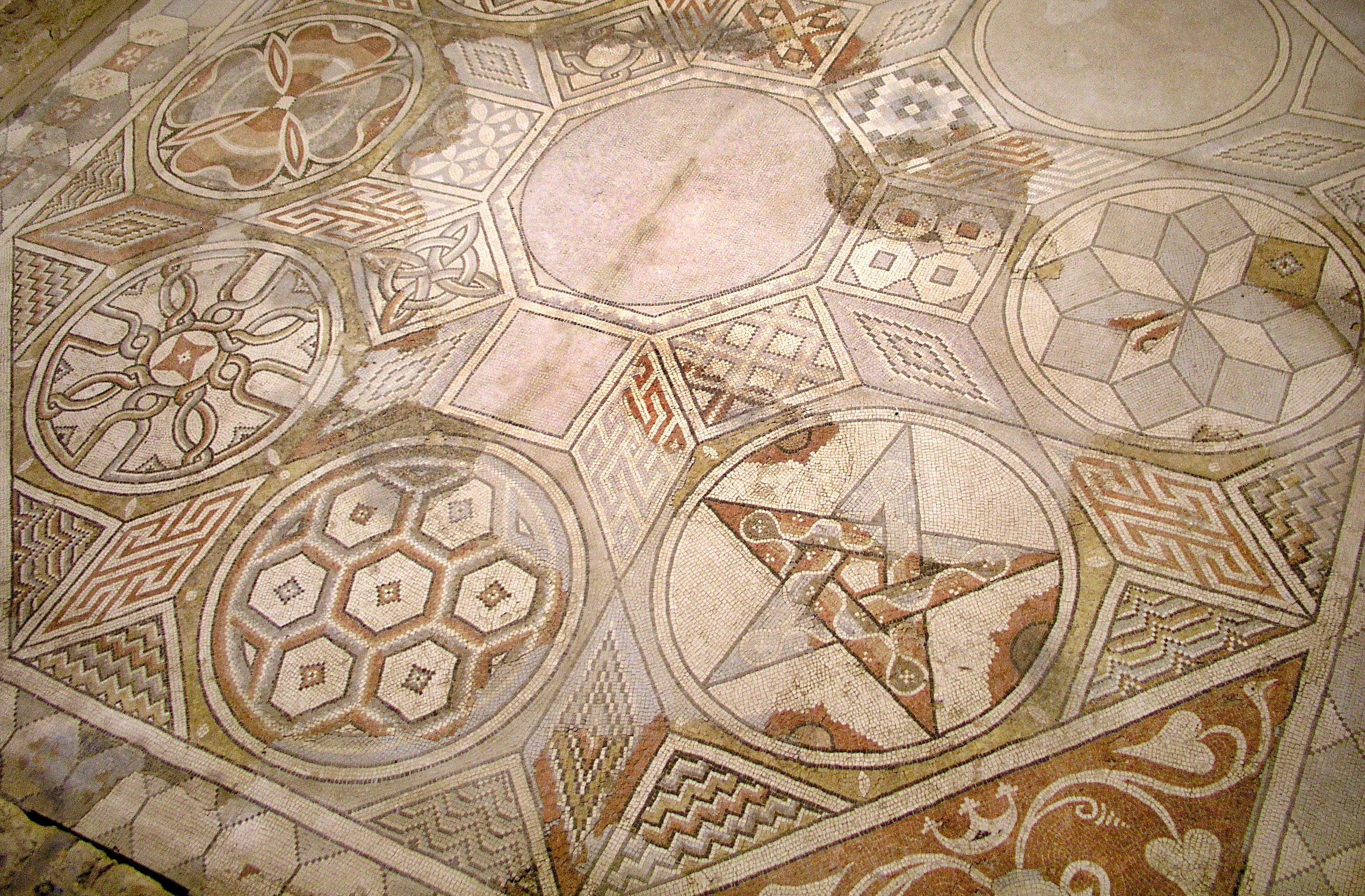
Mosaïque aux étoiles de la villa gallo-romaine des Prés Bas.
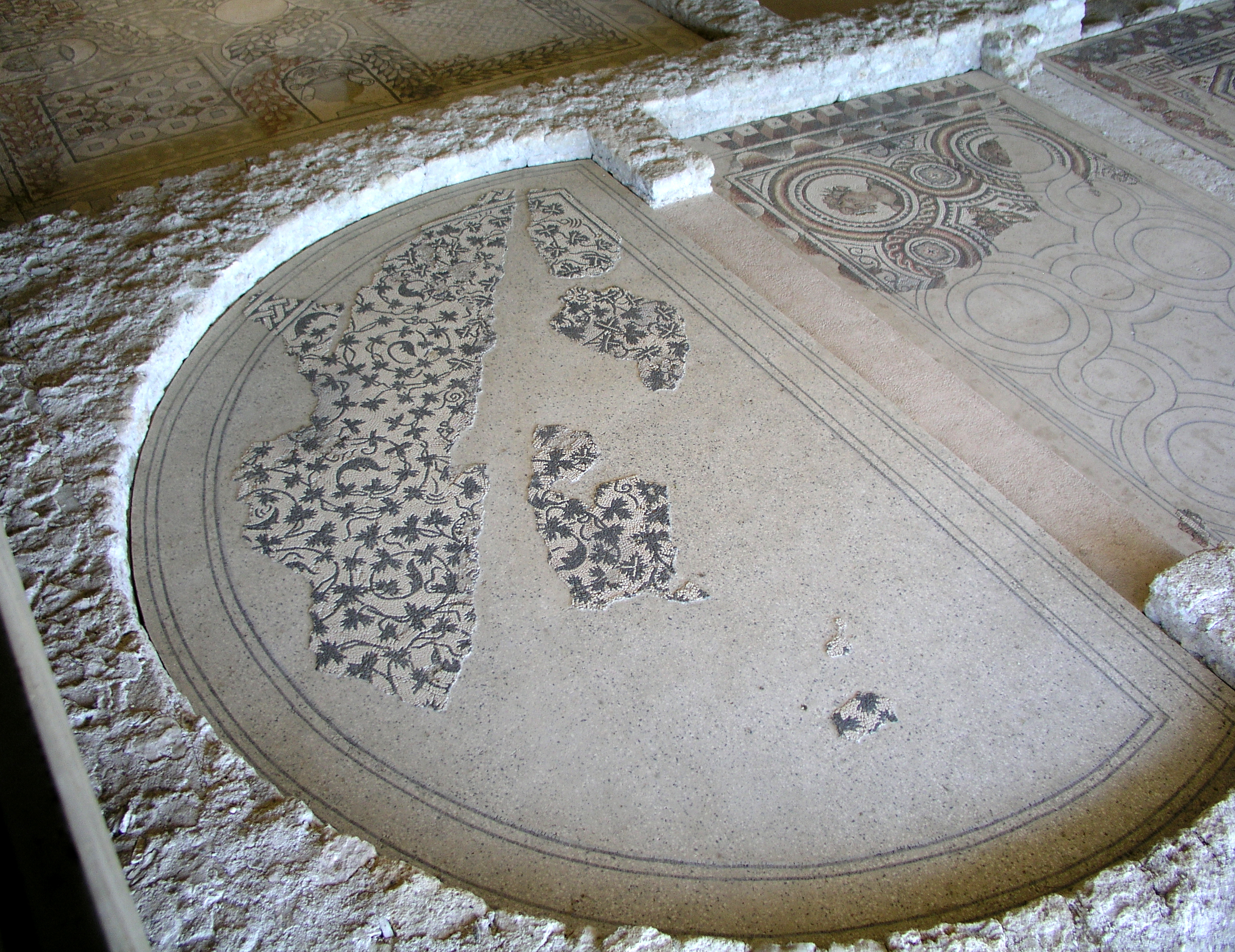
Mosaïque aux pampres de vigne de la villa gallo-romaine de Loupian.
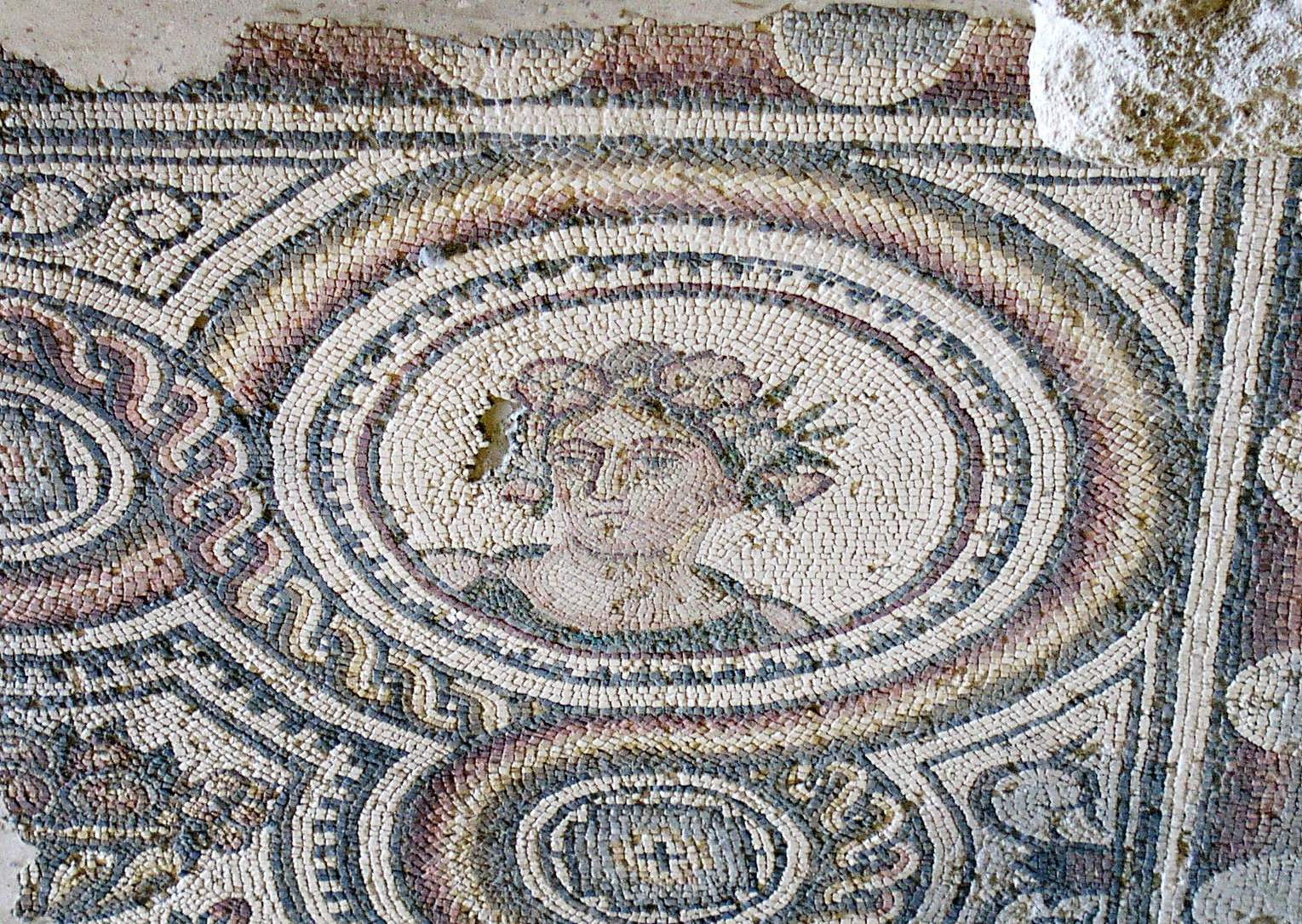
Médaillon du printemps de la villa gallo-romaine des Prés Bas.
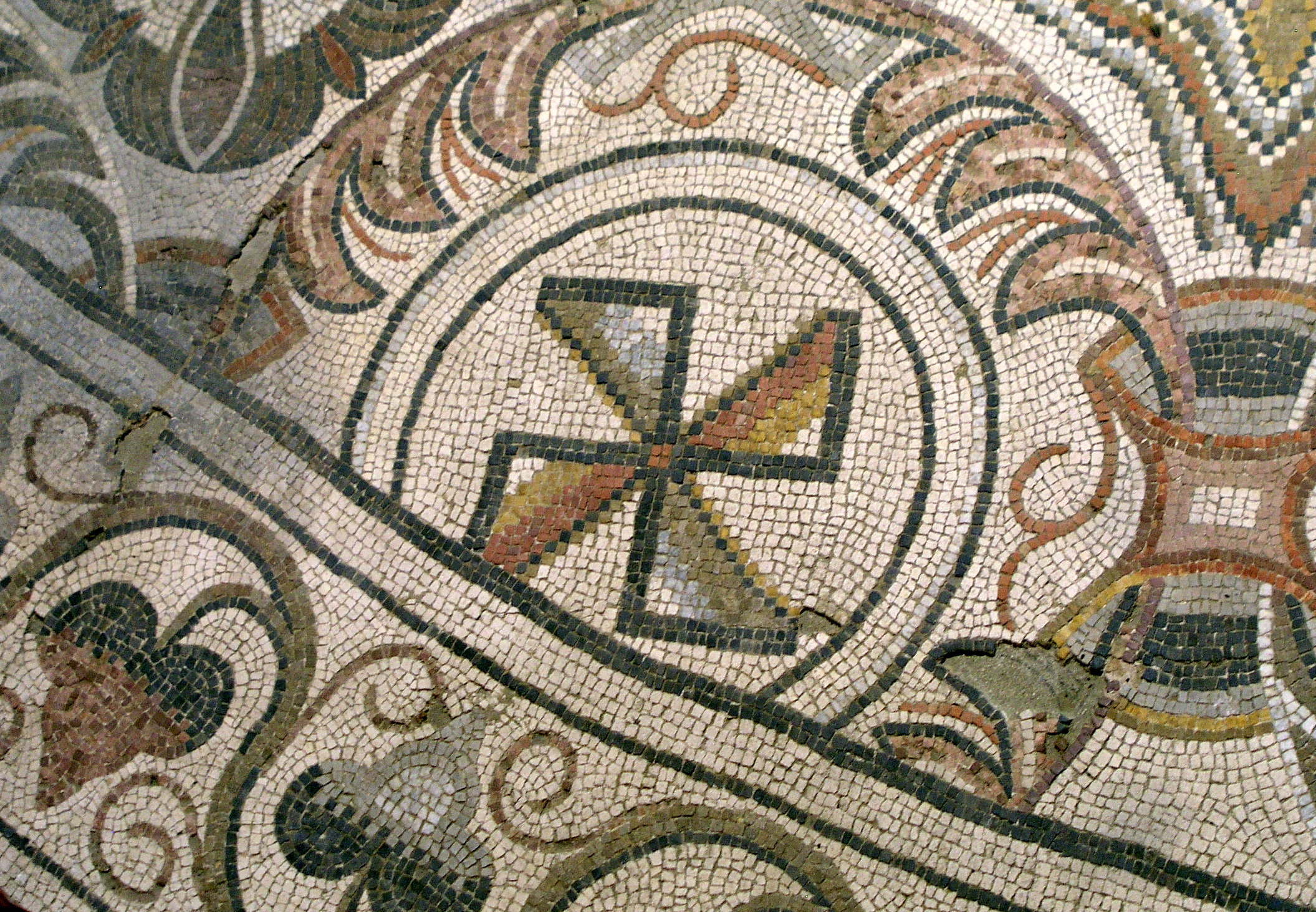
Décor de la mosaïque aux svastikas de la villa gallo-romaine de Loupian.
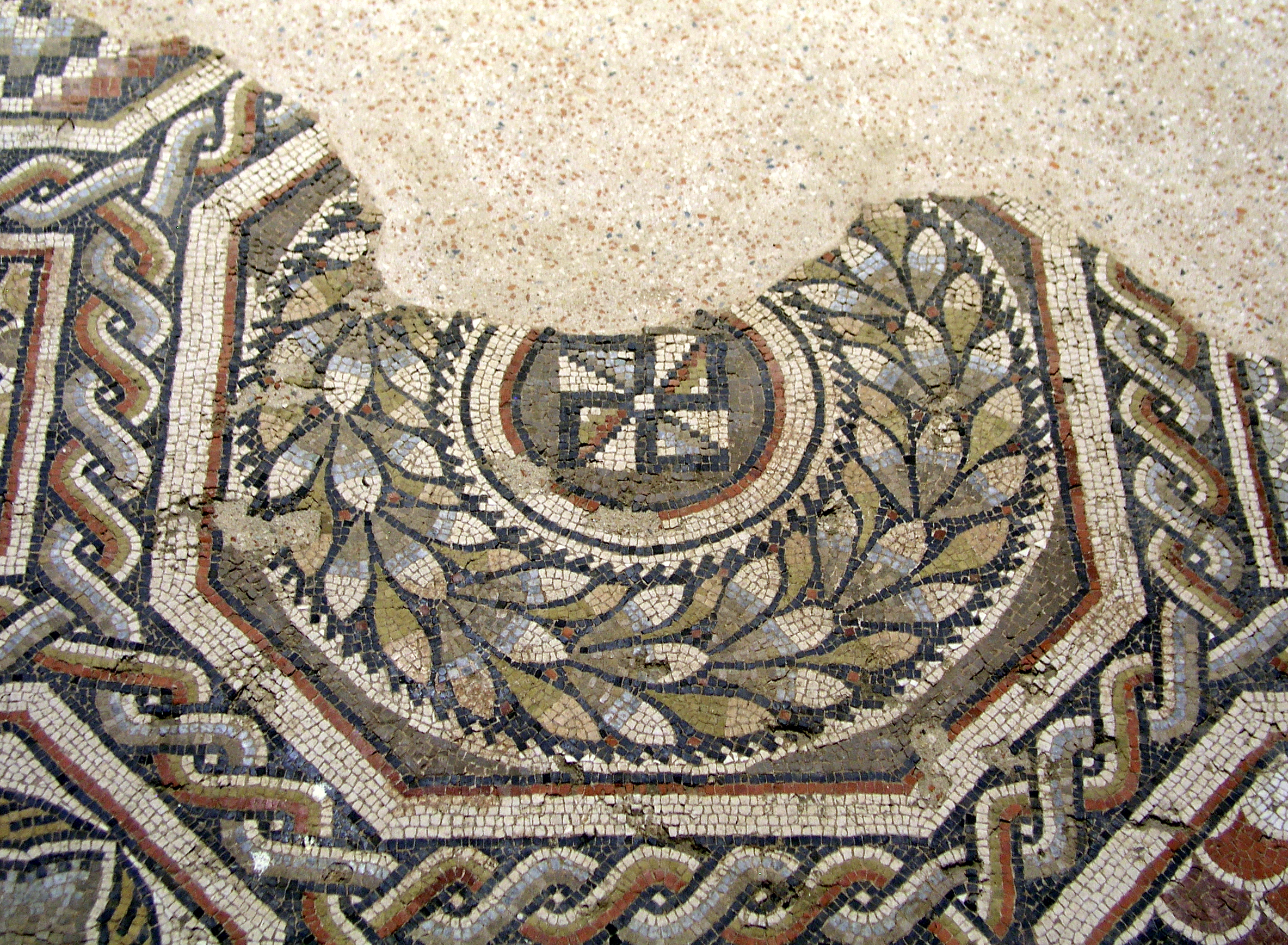
Svastikas de la villa gallo-romaine des Prés Bas.
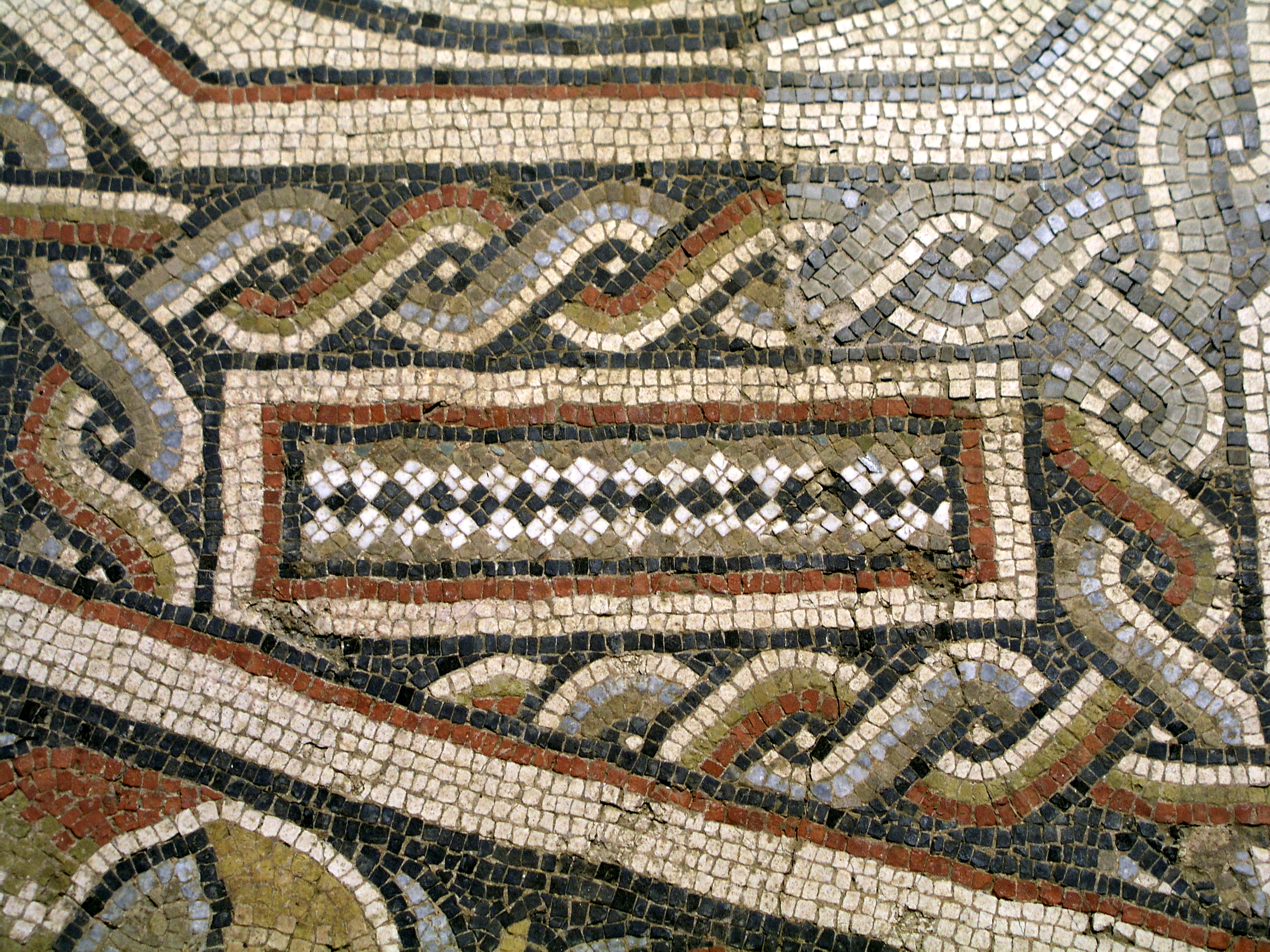
Décor de l'espace de réception de la villa gallo-romaine de Loupian.
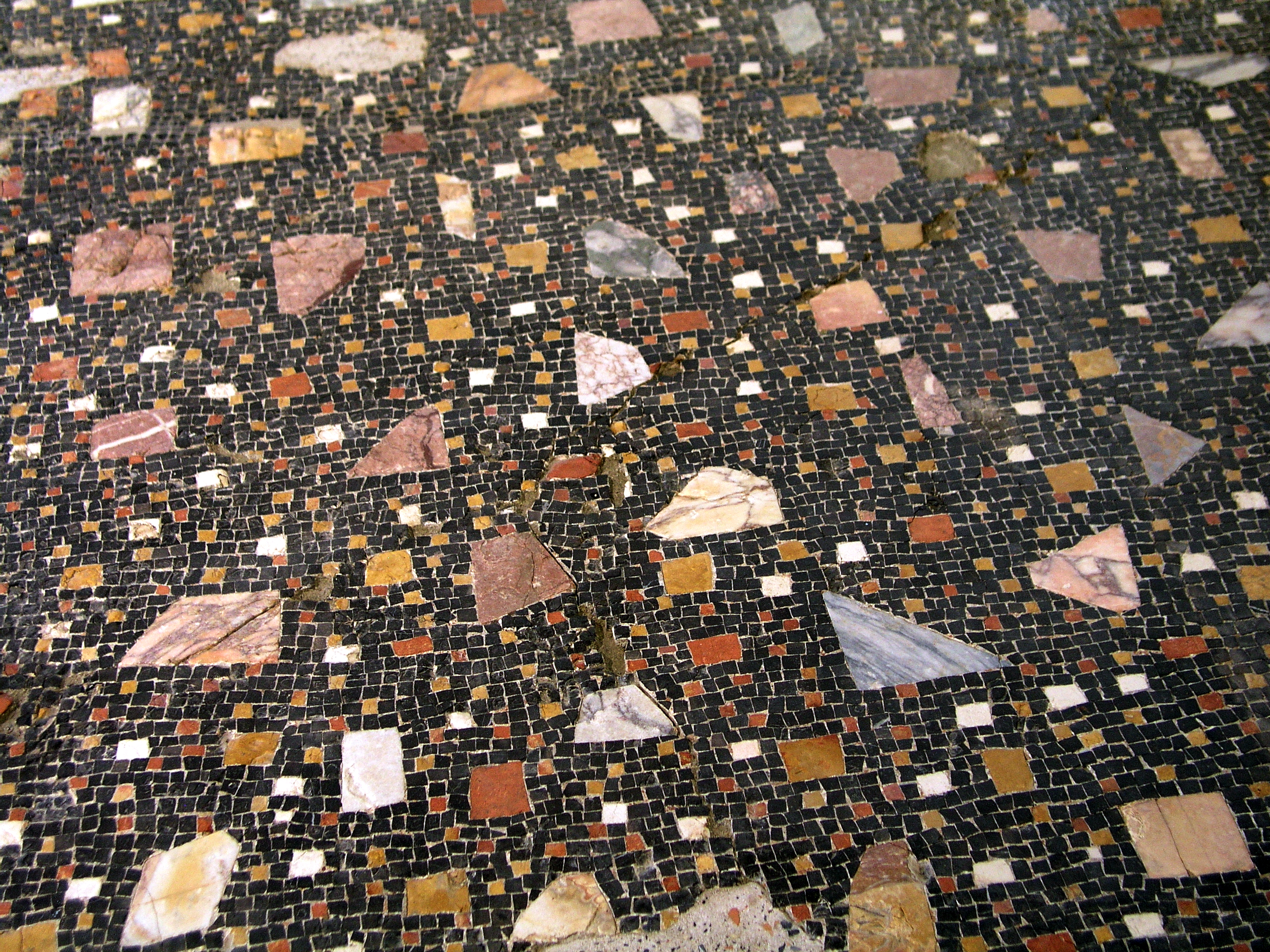
Mosaïque du site (salle 2) de la villa gallo-romaine des Prés Bas à Loupian.